# Une nuit à l'hôtel
Pour plus de détails, voir Fiche technique et Distribution.
Une nuit à l'hôtel est un film français réalisé par Léo Mittler, sorti en 1932.

## Synopsis
Dans un palace de la côte d'Azur se nouent des intrigues entre différents personnages.

## Fiche technique
- Titre  : Une nuit à l'hôtel
- Titre anglophone (États-Unis) : The Night at the Hotel
- Réalisation : Léo Mittler
- Scénario : Marcel Achard d'après un roman de Eliot Crawshay-Williams
- Photographie : Harry Stradling
- Costumes : René Hubert
- Producteur délégué : Robert T. Kane
- Société de production : Les Studios Paramount
- Société de distribution : Les Films Paramount
- Format : Noir et blanc — 35 mm — 1,37:1 — Son : Mono  (Western Electric)
- Genre : Film dramatique
- Durée : 85 minutes (1 h 25)
- Date de sortie : 
  - France : 15 mai 1932

## Distribution
- Marcelle Romée : Marion Barnes
- Jean Périer : Le colonel Cartier
- Betty Stockfeld : Jennifer
- Maurice Lagrenée : Fred
- Lise Jaux : Mme. Cartier
- Yvonne Hébert : Louise
- Willy Rozier : Emmanuel
- Magdeleine Bérubet : Aimée, la violoniste
- Vera Baranovskaya : La Russe désabusée
- Jeanne Boitel
- Marcel Carpentier
- Marcel Vallée
- Hubert Daix : Le docteur
- Marcel Dalio : Jérôme
- Ludmilla Yacowleff
- Henry Harment
- Marcel Loche
- Jeannie Luxeuil
- Renée Dennsy

## À noter
- Il s'agit du dernier film de Lise Jaux